# AS Olympique
AS Olympique is een voetbalclub uit Congo-Kinshasa uit de stad Maniema. De club komt uit in Linafoot, de hoogste voetbaldivisie van Congo-Kinshasa.
De club werd nog nooit landskampioen en won nog nooit de beker.